# 谷川昇

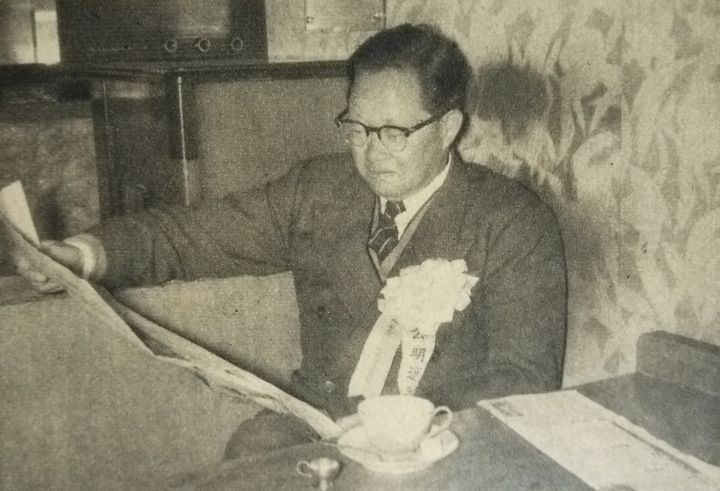
1955年2月28日、第27回衆議院議員総選挙当確の報に感涙する谷川（死の直前）

谷川 昇（たにかわ のぼる、1896年5月27日 - 1955年2月28日）は、日本の内務官僚、政治家。衆議院議員。広島カープの「カープ」名付け親。正五位勲四等受章。

## 来歴・人物
広島県賀茂郡西志和村（現・東広島市志和町）出身。県立広島中学（現広島県立国泰寺高校）で鈴木剛や田部武雄の兄・謙二と同学で親友であった。野津謙は年は違うが同期で、谷川は蹴球部（サッカー部）だったという。両親は早くに移民としてアメリカに渡り、カリフォルニア州・サクラメントで百貨店を経営。この頃のカリフォルニアは、まだ暑くて荒涼した住みにくい土地であったが、父親は荒地開拓の日本人リーダーとして信望を集めていた。昇も中学卒業後、父に従ってアメリカに渡りイリノイ大学政治経済学科に入学。卒業後、ハーバード大学大学院自治行政（都市行政）学専攻を修了した。
関東大震災復興のため、永田秀次郎東京市長が招いたハーバード大学の師匠・ジェームズ・ビヤード博士と共に帰国。1924年内務省に入省し、東京市役所に入る。主事、都市計画課長、市民局長、戦時生活局長、東京防衛局長などを歴任。終戦後の1945年10月、山梨県知事に就任。翌1946年には、幣原喜重郎内閣の内務省警保局のトップ・警保局長に就任。警保局長は現在の警察庁長官に相当する要職で、高文出身でない人物がこの地位に就いたのは異例であった。
1947年に退官し、同年4月の第23回衆議院議員総選挙に広島2区から立候補しトップ当選。日本自由党幹事長に内定していた。しかし、僅か二ヶ月で戦時中の大政翼賛会奉職のため公職追放となる。追放中の1948年、政治資金に関する問題で衆議院不当財産取引調査特別委員会に証人喚問された。追放解除後の1952年再び第25回衆議院議員総選挙に広島2区から出馬し当選、自由党政調副会長に就任。しかし、またも半年でバカヤロー解散に遭い、次の第26回衆議院議員総選挙では、池田勇人や中川俊思（中川秀直の岳父）らに敗れ次点となり落選。1955年第27回衆議院議員総選挙では、池田や中川、松本俊一らに次いで当選を果たすが、当選確実の報を聞いたその日に脳出血のため急逝、58歳だった。政治家としては度重なる不遇のため、悲劇の政治家ともいわれた。
三木派・河本派・高村派の重鎮だった谷川和穂は長男。

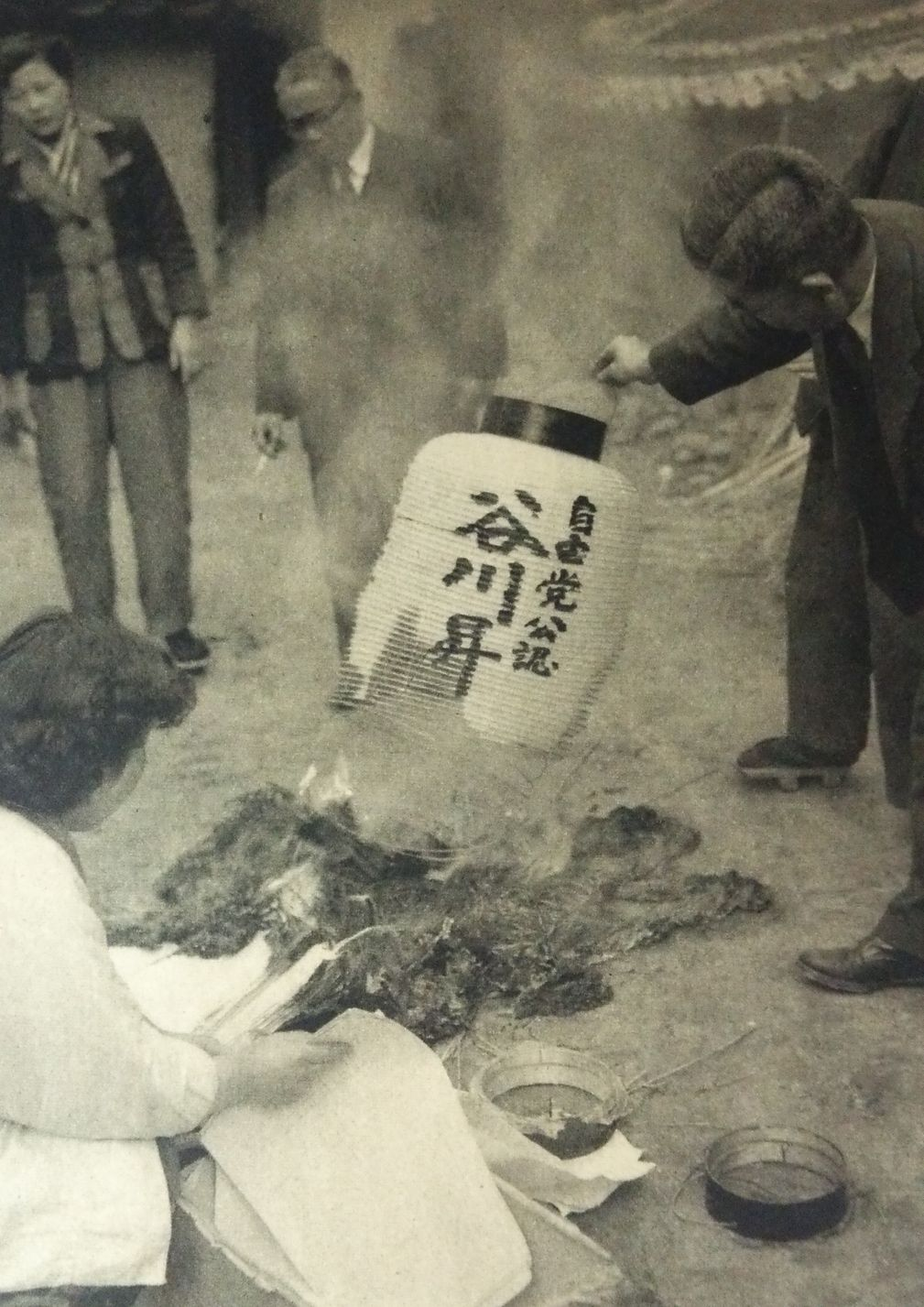
谷川の訃報に悲嘆にくれ、提灯を燃やす支援者
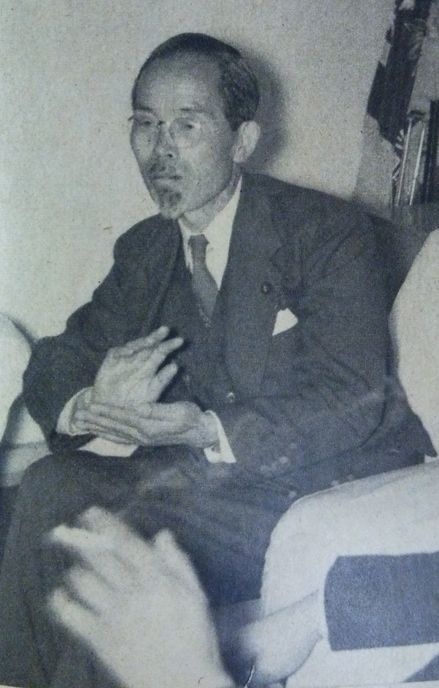
谷川の死により当選人となった社会党右派の前田栄之助。 「政界の粛正 政治の明朗化などは全く同感であって 氏の遺志も体して二人前の意気で働く」と語った。
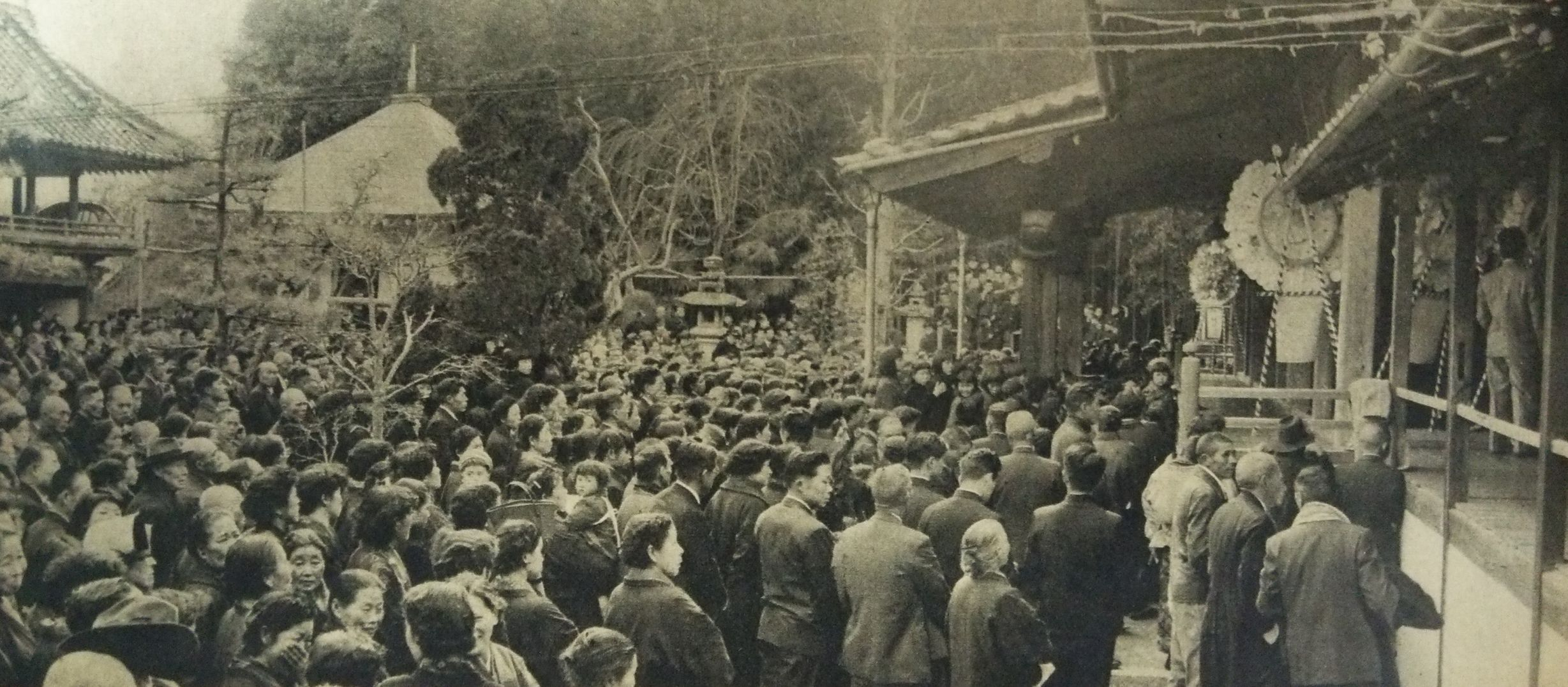
谷川の葬儀

## 逸話
- 広島東洋カープの創設に深く関わった一人でもある。1949年、日本プロ野球の二リーグ分裂で関心を持っていた企業からの加盟申請が殺到。広島出身の元金鯱軍理事・山口勲も赤嶺昌志から勧められ広島への球団創設を発起。「郷土に球団創設の機運をつくってほしい」と谷川に協力を要請した[5]。谷川は一旦固辞したが郷土の復興に関心を寄せていた事もあり受諾[6]。代表として県や各市を回って球団創設の趣旨を熱心に説いた。谷川の名前・信用は大きく県知事を始め政財界の有力者がこぞって設立に賛同した。またニックネームを、太田川が鯉の名産地、広島城が鯉城と呼ばれていること、鯉は出世魚であるし広島県のチームなら「カープ」をおいて他になし、と「広島カープ」と名付けた。石本秀一の監督就任報道などもあって熱狂的に市民・県民に迎えられ、話もトントン拍子に進みセントラル・リーグ加盟が認められた。しかし山口が喧嘩っ早いとリーグ関係者に忌避されており、正式発足となる株式会社の登記完了時に山口は身を引き、この事情を知った谷川も身を引いた。このため登記完了時の代表（会長）は永野重雄であった。また郷土・広島のために、の一心で奔走したこれらの活動が、選挙への下準備が目的であると疑われ、当時の法務庁特別審査局が内偵をすすめていたともいわれる。谷川がカープに関わったのはここまでで、その後のチーム編成、球団運営には非常に多くの苦難を伴ったことで有名だが、やはり「谷川がいなければ、カープは出来ていなかったろう」といわれる。この史実を元に製作されたNHK広島放送局製作のドキュメンタリードラマ『シリーズ被爆70年  ヒロシマ 復興を支えた市民たち 第1回「鯉昇れ、焦土の空へ」』（2015年2月7日放送）では、大和田伸也が谷川の役を演じている[7]。
- 日本共産党の徳田球一（書記長）が1950年、GHQの指令で追放され地下に潜行、その後中国に脱出した事実がのち明らかとなったが、当時公職追放中だった谷川が「死なせたくない」と指名手配中の徳田に潜伏場所を提供、同年2月から8月まで逗子市の台湾系中国人邸にかくまい、その後神戸港から北京への密入国にも協力した秘話は政界を驚かせた。